# Opéra bouffe
Opéra bouffe är en genre av den sena franska 1800-talsoperetten, nära förknippad med Jacques Offenbach, som skrev många av dem till Théâtre des Bouffes-Parisiens som gav namn till formen.
Opéras bouffes är kända för inslag av komedi, satir, parodi och fars. De mest kända exemplen är La belle Hélène, Barbe-bleue, La Vie parisienne, La Périchole och La Grande-Duchesse de Gérolstein.